# NOVA -ノ・ヴァ- 魅入られた肢体
『NOVA -ノ・ヴァ- 魅入られた肢体』（ノ・ヴァ みいられたしたい）は、日本のゲームブランド・Cat's Proより発売されたアダルトゲームである。同ブランドの2作目として、1993年5月28日に発売された。

## ゲームシステム・制作
本作はCat's Proの第1作『Cat's Part1』に続いて同ブランドが発表した、第2作に当たる。プレイヤーがコマンドを選択することでシナリオが変化していくアドベンチャーゲームとなっており、物語にはホラー要素も含まれている。宇宙船という閉鎖環境を舞台とした3編のシナリオを収録し、複数のエンディングが用意されたストーリーも存在する。
シナリオはましらあさみ、キャラクターデザイン・原画は青木哲朗、うめつゆきのり、中村錦が担当した。なお、開発当初の仮タイトルは『Cat's Part1』に準え、『Cat's Part2』であった。

## あらすじ
ある時、航行中の大型宇宙船パーシング号のハイパースリープ・ルームで目覚めた主人公は、自分が誰なのか思い出せなくなっていた。戸惑いながら、全長1200フィート（約365メートル）にもおよぶ広大な船内を捜索するうち、主人公はヒロインのユカをはじめパーシング号乗船者たちとの交流を得ることになるが、その果てには予想外の結末が待っているのだった。
1st_ストーリー（シナリオA）
宇宙船に乗りながら、主人公が真実に迫ってゆく内容となっている。エンディングの分岐はない。
2nd_ストーリー（シナリオB）
主人公と妹はサーチライフ社の船によって助けられるが、船内から生命体・ロキが出没するというホラーで構成される。本シナリオには複数のエンディングが用意されている。
3rd_ストーリー（シナリオC）
女性の風貌をした愛玩用アンドロイドを相手に淫蕩へと堕落していく官能的なシナリオで、エンディングの分岐はない。

## 登場人物
各シナリオに登場するキャラクターは同一だが、シナリオによって異なる役割が与えられている。宇宙船のクルーは主人公を含めて男性は最大3人、女性5人で構成される。下記の内容は、本作における基本的な設定である。
主人公
ハイパースリープから目覚めた時には記憶を失っていた青年。小説版での名前はカイル。
ユカ
メインヒロイン。18歳。栗色の長髪を三つ編みで後ろにまとめた髪型と、登場人物中最も若いゆえに少女の面影を残す愛らしい顔立ちを持つが、肢体はすでに瑞々しくセックスが十分に可能なプロポーションとなっており、他の女性たちに引けを取らない。
若さゆえの無茶な行動に出るタイプ。
ケイト
25歳。尻まで届く紫色の長髪と、ユカより頭1つほど大柄でスーパーモデル級の抜群かつ妖艶なプロポーションに、凛とした顔立ちを持つ。
冷静沈着であるが、有事の際には大胆な行動に出るタイプ。
なお、パッケージ画では黒いボンデージ調の衣装に身を包み、白い下着姿のユカと並び立つ姿が描かれているが、髪の色はゲーム本編と異なる。
レミー
19歳。後ろ髪を伸ばさずに頭頂部や前髪が盛り上がった藍色の髪型とボーイッシュな顔立ちを持つが、肢体は十分に瑞々しくユカやケイトに引けを取らない。
内面は打たれ弱く、未熟なタイプ。
マリー
23歳。黒い長髪に眼鏡を掛け、やや垂れ目の地味な顔立ちを持つ。
内面は誰よりも他人を求め、依存するタイプ。
ナッツ
22歳。赤茶色のセミロングヘアに、やや吊り目のきつい顔立ちを持つ。
内面は尽くすタイプ。
アレックス
パーシング号の男性乗船者。主人公がハイパースリープから目覚めて最初に出会う。
グレッグ
船長としてパーシング号を取り仕切っている。

## 評価・反響
美少女ゲーム雑誌『PC Angel』で掲載された情報によれば、美少女度は5点中4点、CGレベルは5点中4点、エッチ度は5点中3点としているが、ゲーム性については5点中0点とされている。また、ぱんだはうすの公式サイトによれば、マルチエンディングが用意されたゲーム作品の先駆けとなった作品ではないかと言及されているが、発売後に刊行された美少女ゲーム雑誌『メガストア』1993年9月号では「マルチエンディング（中略）はそう目新しくもない」と述べられている。同誌はSMや顔射を含めたHシーンでの表現について「原画家のこだわりが感じられる」と取り上げ、シナリオは「官能小説風」の内容になっていると評した。
バーチャルネットアイドル兼VTuberのちゆ12歳は、2019年9月23日にYouTubeにて発表した動画内で本作の画像を紹介しており、疑問に思うコメントに対して「数ある（19）90年代前半エロゲの中で、ちゆが『妹もの』としてもっとも好きなのが、『NOVA 魅入られた肢体』だからです」「（19）93年という発売時期を踏まえた上でなら、妹ゲーの隠れた良作…だと私は信じています」とそれぞれ答えている。

## 関連書籍
NOVA -ノ・ヴァ- 魅入られた肢体
原作：Cat's Pro / 文：中嶋ラモス / カバー絵：うめつゆきのり / 発行：コアマガジン ISBN 978-4877340452
小説版。メガヴィーナス・ノベルズ第8弾。アダルトゲーム版の2nd_ストーリー（シナリオB）が元になっている。